# Мені подзвонив Вейн
«Мені подзвонив Вейн» — дебютний роман українського кінорежисера Володимира Мули. Книжка розповідає про перипетії створення першого українського документального кіно про українців-володарів Кубку Стенлі НХЛ «ЮКІ», їх захопливий шлях на найвищу вершину успіху і перешкоди, що поставали перед ними.

## Історія появи книжки
Володимир Мула працював над книжкою 3 роки. Автор розпочав роботу над рукописом у січні 2021 року - через місяць після офіційної прем'єри стрічки «ЮКІ».  
Мула використовує скрипниківку та місцями іронічний авторський стиль у викладенні інформації. Його текст максимально близький читачеві: книжка органічно впускає за лаштунки незвіданого та місцями абсолютно неймовірного шляху автора у ході реалізації документального фільму: від ретельних досліджень до особистісного досвіду кожного з гравців, від проникливих інтерв’ю, що розкривають переживання та внутрішні драми хокеїстів — до вічних роздумів про сенс життя та національну ідентичність.

## Видання
Книжка «Мені подзвонив Вейн» вийшла у світ 1 січня 2024 року. У видавництві «Лабораторія» книжку позиціонують як документально-спортивний роман у жанрі нон-фікшн. 
- Володимир Мула. Мені подзвонив Вейн. Київ: Лабораторія, 2024. 368 стор. ISBN 978-617-8206-01-7 (паперове видання). ISBN 978-617-8206-02-4 (електронне видання). ISBN 978-617-8206-03-1 (аудіокнига).

## Передмова
Передмову до книжки написав один з найвідоміших спортсменів XX століття, канадський хокеїст українського походження Вейн Грецкі. У вступному слові Грецкі відзначає, що Володимир Мула не боїться впускати читача у власне життя та свідомо переносить за лаштунки важкого й тернистого шляху створення документального фільму. Завдяки ретельним дослідженням, проникливим інтерв’ю та непохитній відданості Володимир відроджує історії видатних спортсменів, розкриваючи їхні тріумфи, випробування та чималу спадщину, яку вони залишили у своєму улюбленому виді спорту.

## Цікаві факти
- Перша документальна книжка, що розкриває видатних гокеїстів українського походження, які назавжди закарбували свої імена на Кубку Стенлі.
- У книжці зібрані ексклюзивні фото, які дозволять краще відчути атмосферу створення фільму «ЮКІ».
- Автор книжки — кінорежисер, що три роки працював над унікальним фільмом «ЮКІ».
- У книжці опубліковані повні інтерв'ю з героями фільму, що не увійшли у саму картину «ЮКІ».